# Mycena adscendens
Mycena adscendens es una especie de hongo de la familia Mycenaceae.

## Características
La forma del sombrero (píleo) es acampanada y de color blanco, llegan a medir 3,5 milímetros a 7,5 milímetros de diámetro, su tallo es fino y miden hasta 2 cm de largo.
Se distribuye en los Estados Unidos, donde se ha encontrado desde Washington a California y además se han encontrado ejemplares en Europa y en Japón. Los cuerpos de estas setas crecen en las ramas caídas y restos de madera.